# Nikolái Shin
Nikolái Shin (en ruso: Николай Шин, en coreano: 신순남; Dalnegorsk, Krai de Primorie, Unión Soviética, 1928- Tashkent, 18 de agosto de 2006) fue un pintor uzbeko de ascendencia coreana.
En 1937 fue deportado con su familia a Asia Central. 
En 1949 se graduó en la escuela de bellas artes de Taskent, y su obra empezó a considerarse tras el Festival Mundial de la Juventud y los Estudiantes de 1957 en Moscú. El director Kim So-young realizó un documental sobre su vida en 2000: Sky-Blue Hometown .